# Jules-Louis Verrey
Pour les articles homonymes, voir Verrey (homonymie).
Jules-Louis Verrey (1822-1896), dit aussi Jules Verrey, est un architecte établi à Lausanne, dans le canton de Vaud, en Suisse. Il est père d’Henri Verrey (1852-1928).

## Biographie
Jules-Louis Verrey, fils de pasteur, est né à Leysin le 15 avril 1822 et mort à Lausanne le 7 mars 1896. À Lausanne, il travaille en 1840 comme « élève » de l’architecte Henri Perregaux. Puis il se rend à Paris, dans l’atelier d’Henri Labrouste, avant de s’établir à Melun de 1847-1862.
Revenu à Lausanne, il s’engage très activement dans L’Église libre et construit nombre de lieux de culte à Aubonne (1862), Lutry (1863), Chavannes-le-Chêne (1868), Missy (1879), Yverdon (1881), Montreux (transformations 1886), Vallorbe (1886), tout comme les chapelles-presbytères d’Echallens (1868), Moudon (1870), L'Auberson (1875), Evian (1876), Cully (1886), et Cheseaux (1888), ainsi que la Faculté de théologie de L’Église libre, à Lausanne.
Il bâtit aussi des églises pour d’autres communautés religieuses, notamment à Lausanne la chapelle wesleyenne méthodiste de la Riponne (1867), sur les plans du missionnaire méthodiste anglais Elijah Hoole, ou encore la chapelle de L’Église écossaise de Lausanne (1876), d’après les plans de l’architecte Eugène Viollet-le-Duc, sans oublier la chapelle catholique de Sainte-Croix (1895) .
En matière d’architecture profane, on lui doit, toujours à Lausanne, le théâtre municipal (1870-1872), ainsi que divers immeubles locatifs et résidentiels.
Il fait partie des fondateurs, en 1874, de la section vaudoise de la Société suisse des ingénieurs et des architectes.